# آلودگی دیداری

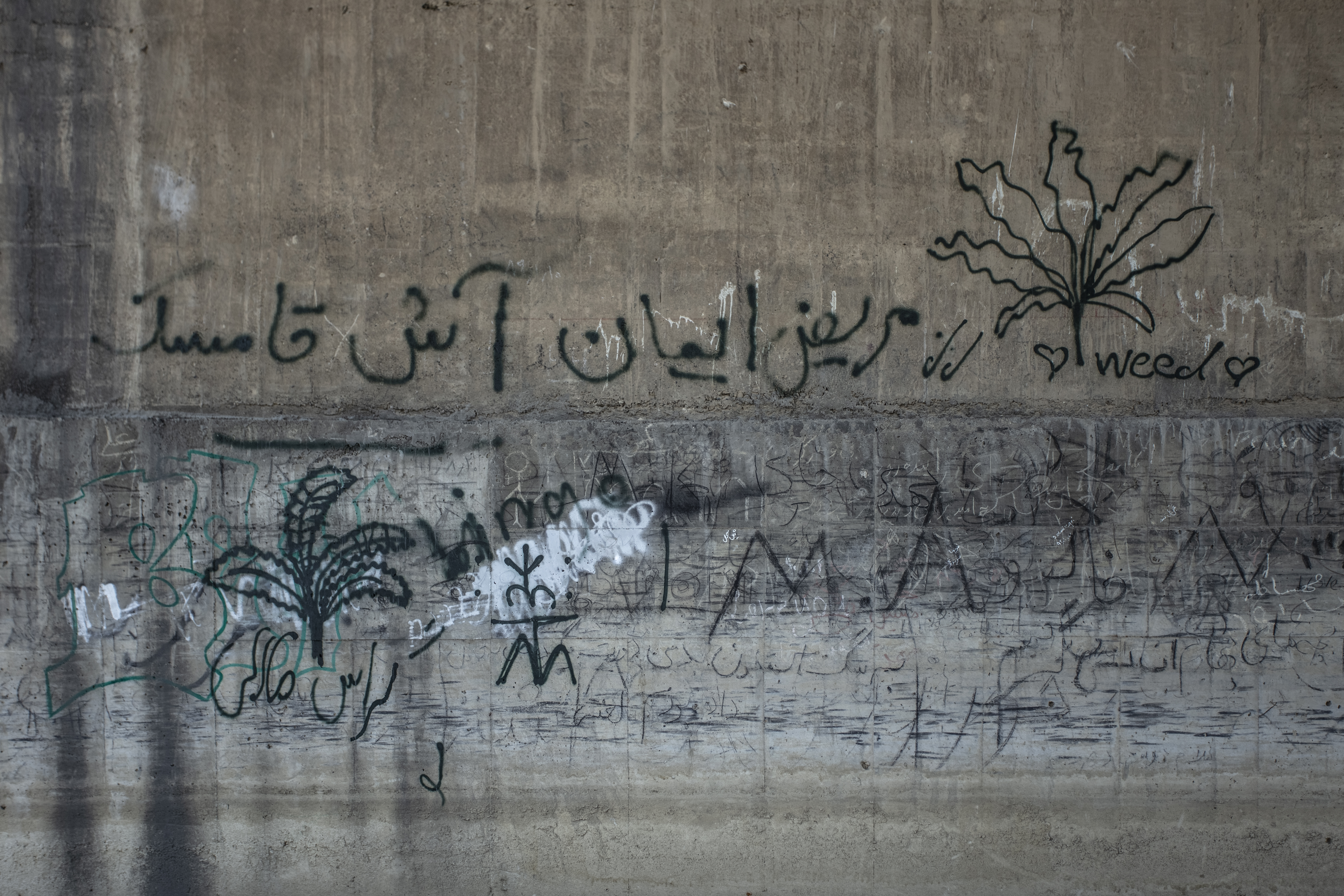
نمونه ای از وندالیسم بر دیوار یک پل در حاشیه زاینده رود

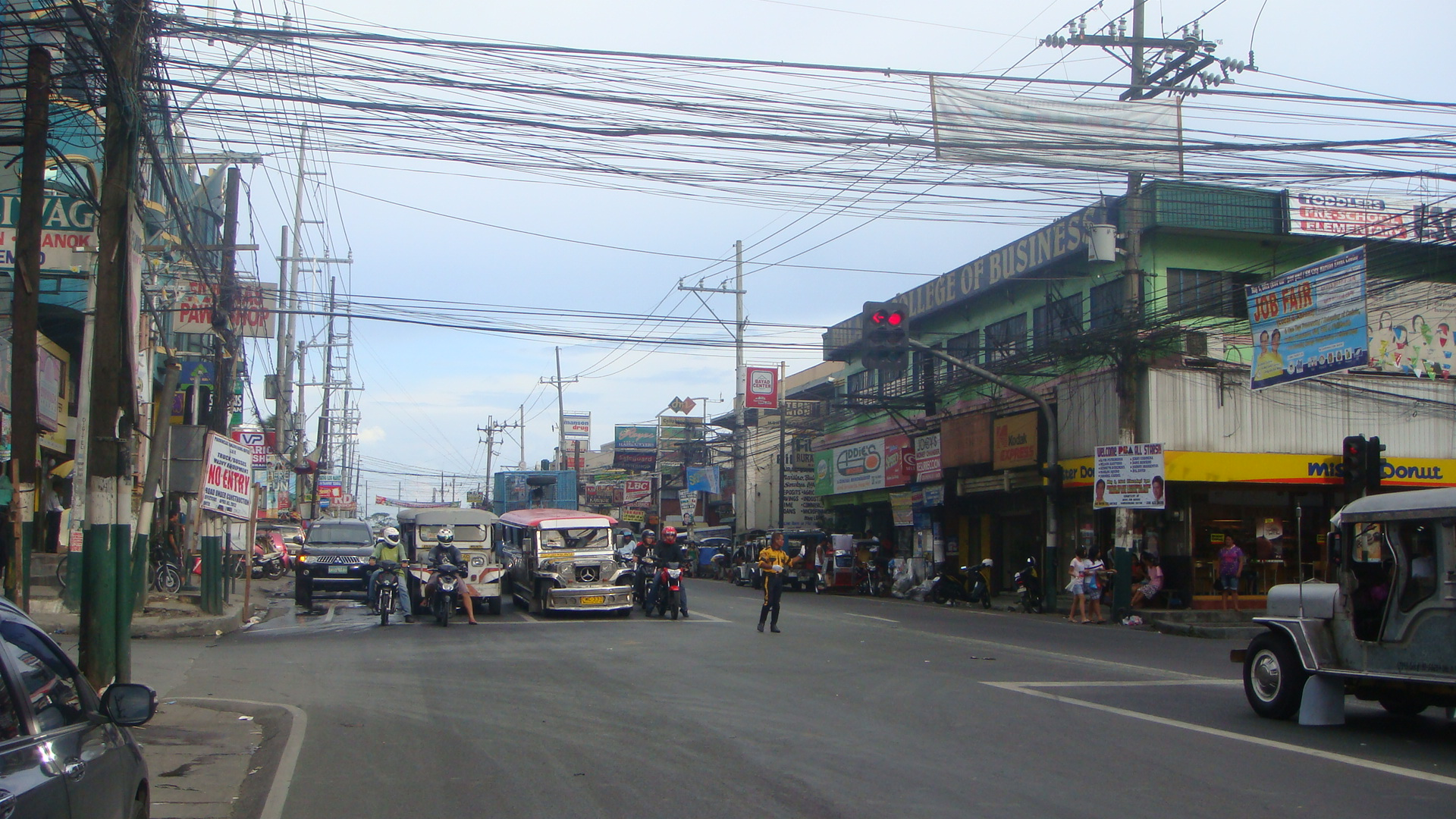
سیم‌های برق و تلفن به همراه مخلوطی از بنرهای تبلیغاتی پیچیده باعث آلودگی بصری این منطقه شده‌است.

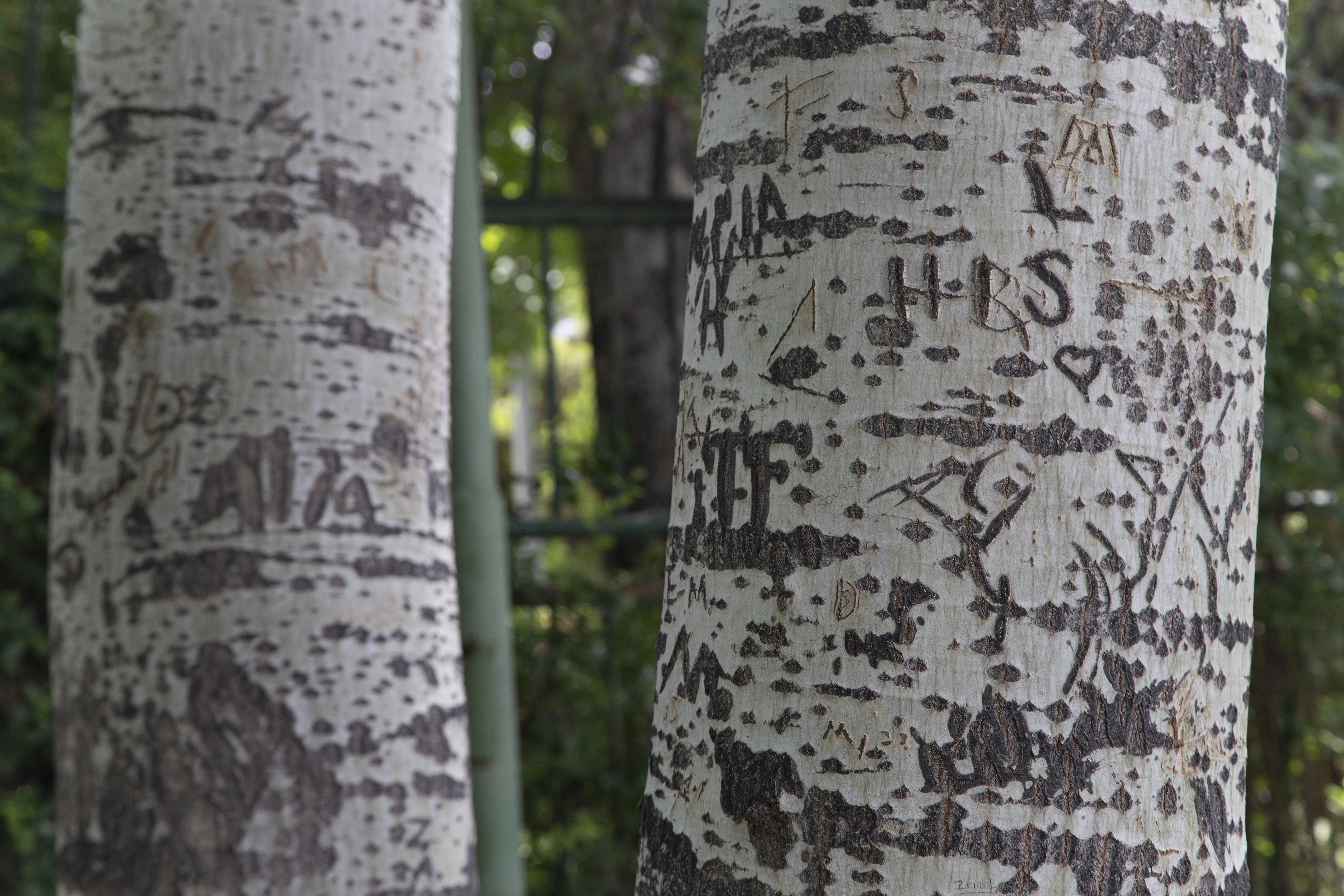
نوشتن یادگاری بر تنه درختان پارک ناژوان شهر اصفهان که چهره این پارک را نازیبا کرده است

آلودگی بصری یک مقوله زیبایی شناختی است و مربوط به آلودگی‌هایی است که باعث می‌شود کسی از دیدن یک منظره یا نما لذت نبرد.
آلودگی بصری با ایجاد تغییرات مضر در محیط طبیعی باعث ناراحتی بیننده می‌شود. بیلبوردها، نگهداری زباله به صورت در باز و جلوی دید، آنتن‌ها، سیم‌های برق، ساختمان‌ها، و خودروها معمولاً به عنوان آلودگی بصری محسوب می‌شوند.

## عوامل
مدیران محلی شهری و شهرداری‌ها معمولاً در مورد اینکه در یک محل عمومی چه چیزی ساخته یا نصب می‌شود، کنترل کافی ندارند. در حالیکه صاحبان تجارت به دنبال راه‌هایی هستند که سود خود را افزایش دهند، تمیزی، سبک معماری، استفاده از فضا در محیط‌های شهری از درهم ریختگی بصری رنج می‌برند. تنوع در محیط ساخته شده، توسط محل قرارگیری وسایل خیابانی از قبیل ایستگاه‌های حمل و نقل عمومی، سطل‌های زباله، غرفه‌ها و بساط‌ها تعیین می‌شود.
حساسیت نشان ندادن شهرداری‌ها عامل دیگری برای آلودگی بصری است. برای مثال، ساختمان‌ها و سیستم‌های حمل و نقل با طراحی ضعیف باعث آلودگی بصری می‌شوند. ساخت برج‌ها و ساختمان‌های بلند، اگر به درستی یا به تعداد مناسب، برنامه‌ریزی نشده باشند، می‌توانند تغییرات نامطلوب بر ویژگی‌های بصری و فیزیکی یک شهر به همراه داشته باشند که ممکن است باعث کاهش «خوانایی» یک شهر شود.

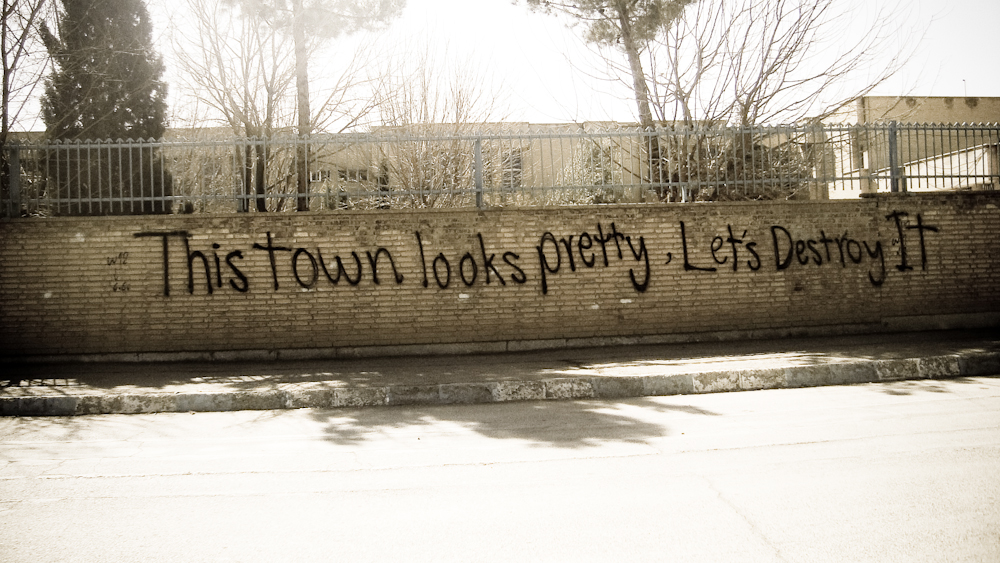
نمونه‌ای از وندالیسم شهری

یکی از نقدهایی که همیشه بر تبلیغات می‌شود، وجود بسیار زیاد آنها است. برای مثال ادعا شده که بیلبوردها و بنرها باعث حواس‌پرتی راننده‌ها شده، سلیقه عمومی مردم را فاسد می‌کند، باعث افزایش مصرف گرایی بی هدف و اسراف شده و زمین را به هم ریخته‌است. به همین دلیل با افزایش کاربران موبایل و دستگاه‌های دیجیتال امروزه این تبلیغات بیشتر به سمت شبکه‌های اجتماعی و برنامه‌های موبایل رفته‌است. وندالیسم (بیماری تخریب اموال عمومی)، در رابطه با دیوارنویسی به این شکل تعریف می‌شود: نوشتن جملات یا علایم توهین آمیز، نامناسب و پیام‌های بی‌معنی بر روی دیوار، بدون اجازه صاحب ملک. دیوارنویسی علاوه بر افزایش درهم ریختگی، باعث انحراف نگاه نیز می‌شود.